# Orobanche loscosii
Orobanche loscosii är en snyltrotsväxtart som beskrevs av Helmut Carlón, M.Laínz, Moreno Mor.ó.Sánchez. Orobanche loscosii ingår i släktet snyltrötter, och familjen snyltrotsväxter. Inga underarter finns listade i Catalogue of Life.